# Theodor Berkelmann
Theodor Berkelmann (17 avril 1894 au Ban-Saint-Martin - 28 décembre 1943 à Posen) est un général allemand de la SS et de la Police, actif durant la Seconde Guerre mondiale.

## Biographie
Berkelmann naît le 17 avril 1894 au Ban-Saint-Martin, dans la banlieue de Metz, une ville de garnison animée d'Alsace-Lorraine. Avec sa ceinture fortifiée, Metz est alors la première place forte du Reich allemand, constituant une pépinière d'officiers supérieurs et généraux. Après des études secondaires dans la filière technique, à l'Oberrealschule  de Colmar, le jeune "Theo" se tourne, comme ses compatriotes Hans-Albrecht Lehmann, Kurt Haseloff et Edgar Feuchtinger, vers la carrière des armes. Il s'engage donc, en 1913, dans la Deutsches Heer, l'armée impériale allemande.

### Première Guerre mondiale
Lorsque Première Guerre mondiale éclate, Theodor Berkelmann est incorporé comme Leutnant der reserve, soit aspirant. Theodor Berkelmann sert durant quatre ans comme officier subalterne. Il obtient alors les Croix de fer IIe et Ire classes. Il est promu au grade de Oberleutnant, premier lieutenant, avant la fin du conflit.

### Entre-deux-guerres
Après guerre, Theodor Berkelmann rejoint le détachement "Hülsen" dans les Freikorps, pour lutter contre les bolcheviques. Il quitte les corps francs en 1920. Dans la confusion qui règne dans une Allemagne ruinée, Theodor Berkelmann occupe ensuite différents petits emplois dans le civil. Le 1er mai 1929, Berkelmann devient membre du Parti national-socialiste des travailleurs allemands (NSDAP), puis en mars 1931, membre de la Schutzstaffel, l'escadron de protection du NSDAP. Le 15 juin 1931, Theodor Berkelmann est nommé professeur à l'École de la SA à Munich, avec le grade de SA-Standartenführer, soit colonel SA. Le 6 mars 1932, Berkelmann revient à la SS et devient aide de camp du Reichsführer-SS, Heinrich Himmler.
Du 1er octobre 1932 jusqu'au 1er avril 1933, Berkelmann est officier d'état-major du groupe "Nord" de la SS, à Altona, près de Hambourg. Il prend ensuite la direction de la SS-Standarte 24 "Ostfriesland". Le 9 décembre 1933, Theodor Berkelmann devient le chef de la VIe section SS, "Sud-Est" à Wroclaw. Berkelmann est promu, SS-Oberführer, colonel SS, le 30 janvier 1934. Peu après, le 9 septembre 1934, Berkelmann est promu SS-Brigadeführer, général de brigade SS. Le 1er avril 1936, le général Berkelmann est nommé chef du secteur SS "Elbe" à Dresde. Le 13 septembre 1936, Berkelmann est promu SS-Gruppenführer, général de division SS. À partir de 1936 et jusqu'à sa mort, Theodor Berkelmann sera membre du Reichstag.

### Seconde Guerre mondiale
À partir de 1940, Berkelmann fait office de Höherer der SS und Polizeiführer, Commandant en chef des SS et de la police dans la région Sarre-Palatinat, auprès du Gauleiter Josef Bürckel, et chef de l'administration civile du CdZ-Gebiet Lothringen. Promu Generalleutnant der Polizei le 10 avril 1941, Berkelmann cumule ces fonctions avec celle de commandant en chef des SS et de la police pour la Région "Rhein", qui englobe la Rhénanie, la Hesse et le Grand-Duché du Luxembourg annexé. À ce poste, Berkelmann est promu SS-Obergruppenführer, général de corps d'armée SS, le 30 janvier 1942. En mai 1943, après fusion de ses deux postes, Theodor Berkelmann devient commandant en chef des SS et de la police du secteur "Rhein-Westmark". En novembre 1943, le général Berkelmann est nommé en Pologne à la tête de la SS et de la Police du Reichsgau Wartheland, à Poznań. Au faîte de sa carrière, le général Theodor Berkelmann décède le 28 décembre 1943, d’une longue maladie, à Poznań, en Allemagne.

## Distinctions
- Goldenes Parteiabzeichen der NSDAP;
- Medaille zur Erinnerung an den 13. März 1938;
- Medaille zur Erinnerung an den 1. Oktober 1938;
- Kriegsverdienstkreuz, mit Schwertern, IIe et Ire classes;
- Dienstauszeichnung der NSDAP, in Silber;
- SS-Dienstauszeichnungen 12 jahr;
- Eisernes Kreuz, IIe et Ire classes;
- Verwundeten Abzeichen, in Schwarz;
- Ehrenkreuz des Weltkrieges 1914-1918, mit Schwertern;